# Філіп Дамс
Філіп Дамс (фр. Filip Daems, нар. 31 жовтня 1978, Тюрнгаут) — бельгійський футболіст, захисник клубу «Вестерло».
Також відомий виступами за «Генчлербірлігі», «Боруссію» (Менхенгладбах) та національну збірну Бельгії.

## Клубна кар'єра
Народився 31 жовтня 1978 року в місті Тюрнгаут. Вихованець футбольної школи клубу «Вербродерінг» (Гел).
У дорослому футболі дебютував 1998 року виступами за команду клубу «Лірс», в якій провів два сезони.
Своєю грою за цю команду привернув увагу представників тренерського штабу турецького клубу «Генчлербірлігі», до складу якого приєднався 2000 року. Відіграв за команду з Анкари наступні п'ять сезонів своєї ігрової кар'єри.
До складу клубу «Боруссія» (Менхенгладбах) приєднався 2005 року. Наразі встиг відіграти за менхенгладбаський клуб 177 матчів в національному чемпіонаті.

## Виступи за збірну
2004 року дебютував в офіційних матчах у складі національної збірної Бельгії. До припинення викликів до головної команди країни провів у її формі 7 матчів.

## Досягнення
- Володар Кубка Бельгії (1):

«Лірс»: 1998-1999
- Володар Суперкубка Бельгії (1):

«Лірс»: 1999